# モユクサッポロ

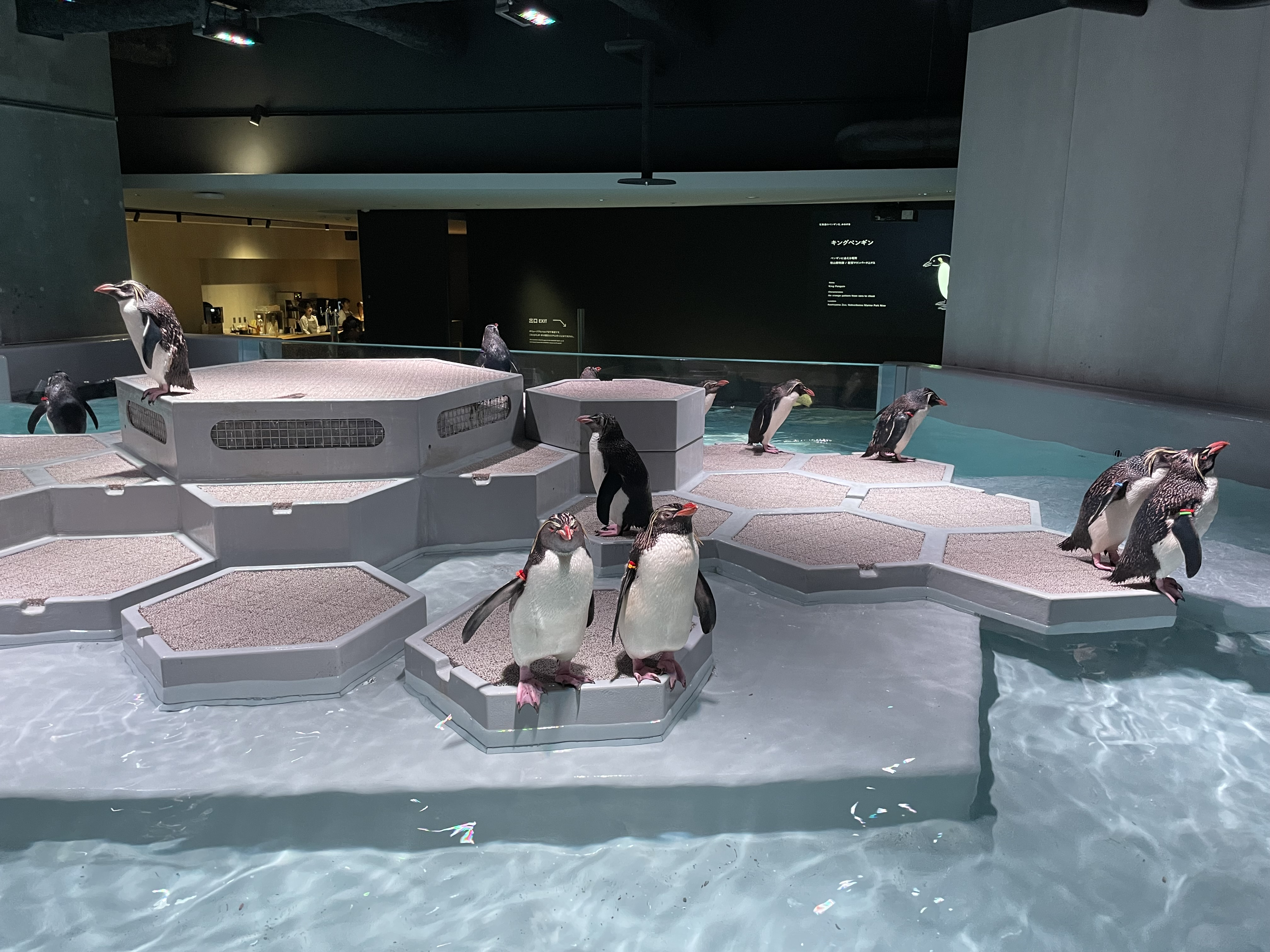
6階、AOAO SAPPOROで飼育展示されているキタイワトビペンギン

moyuk SAPPORO（モユクサッポロ）は、札幌市中央区にある商業施設・超高層マンション等からなる複合ビルである。モユクはアイヌ語で「タヌキ」を意味する。

## 概要
札幌狸小路商店街振興組合は、モユクを「狸小路始まって以来の大型商業施設」と位置づけている。同商店街が150周年を迎えた2023年（令和5年）、7月18日のプレオープンを経て、7月20日にグランドオープンした。
1階の商店街に面した区画には、旧サンデパート時代から引き続き、果物屋「サン・フルーツ」が出店している。
4階から6階を占める都市型水族館「AOAO SAPPORO（アオアオサッポロ）」の入場には、公式ホームページで販売する「日時指定チケット」が必要となる。
アオアオの計画はコロナ禍で中断しかけたが、館長を務める山内将生が2022年（令和4年）11月、4人の仲間とともに運営会社「青々」を設立して開業にこぎつけた。このとき支援を行ったのはおたる水族館であり、飼育管理業務を受託して12人が開業時のアオアオで働いている。おたる水族館は家族連れを主対象とした本館に対して札幌では若者や女性を対象としており棲み分けが可能と判断し飼育運営を受託した。

## フロア
9-28階
- 分譲マンション（ライオンズタワー札幌）[2]

7階
- モユクスカイガーデン

6階
- シロクマベーカリー&

4-6階
- 都市型水族館「AOAO SAPPORO」

4階
- AOAO SAPPORO MUSEUM SHOP

3階
- ソニーストア
- ロフト
- 北洋銀行 札幌南・すすきの支店

2階
- Standard Products
- 31 Sons de mode
- キャロットmoyuk札幌店
- さいわいデンタルクリニック
- THEATER moyuk店
- 林八百吉商店
- 医療法人社団紀夢会 狸小路モユク眼科
- 北洋銀行

1階
- サン・フルーツ
- 円山デザート茶屋
- ATOI
- OKURA moyuk SAPPORO店
- 金子眼鏡店
- flower est
- Rain coffee stand
- ふりっぱーproduce OMOTASE-HONPO
- MEGAドンキ狸小路別館[10]
2023年12月1日キラキラドンキとしてオープン。2024年11月15日業態変更[11]。
- LUSH moyuk札幌店

地下1階
- きつねeyeタヌキ - 土産店[7]
- きたキッチンモユク店
- サツドラ moyuk SAPPORO
- コンタクトのアイシティ モユクサッポロ店

地下2階
さっぽろ地下街ポールタウン直結の飲食店街
- BEER BAR THE SAPPORO STARS - サッポロライオンの子会社「北海道サッポロライオン」が運営。
- 豆皿料理・酒 そばまえ - サッポロライオンの子会社「北海道サッポロライオン」が運営。
- ハンバーガーレストラン ジャクソンビル
- お好み焼・鉄板焼 風月
- BARRA ITALIANA Le Varoモユク店
- 中華バル 唐韻
- NYU MEAT
- 北洋銀行ATMコーナー